# Perineorrafia
La perineorrafia es la sutura de los desgarros que pueden producirse en la región perineal. 

## Causas
Los desgarros del perineo pueden ocurrir a consecuencia de partos normales cuando están presentes algunas causas favorecedoras, pero aumenta la posibilidad de ellos en las situaciones siguientes:
- Cuando hay aumento de los diámetros cefálicos.
- Cuando la arquitectura del estrecho inferior de la pelvis disminuye el área de su parte anterior.
- Cuando se realiza alguna instrumentación obstétrica.
- Cuando ocurre la salida brusca del polo cefálico por contracción fuerte.

## Clasificación
Los desgarros se clasifican por su extensión en cuatro grados:
- Grado I. Sólo interesa la piel y el tejido celular subcutáneo hasta 2 cm de profundidad.
- Grado II. Interesa, además, la musculatura perineal hasta 3 cm de profundidad.
- Grado II. Desgarro extenso que incluye el esfínter anal.
- Grado IV. El desgarro se extiende a la pared del conducto anorrectal.[1]